# Country-Musik im deutschen Sprachraum

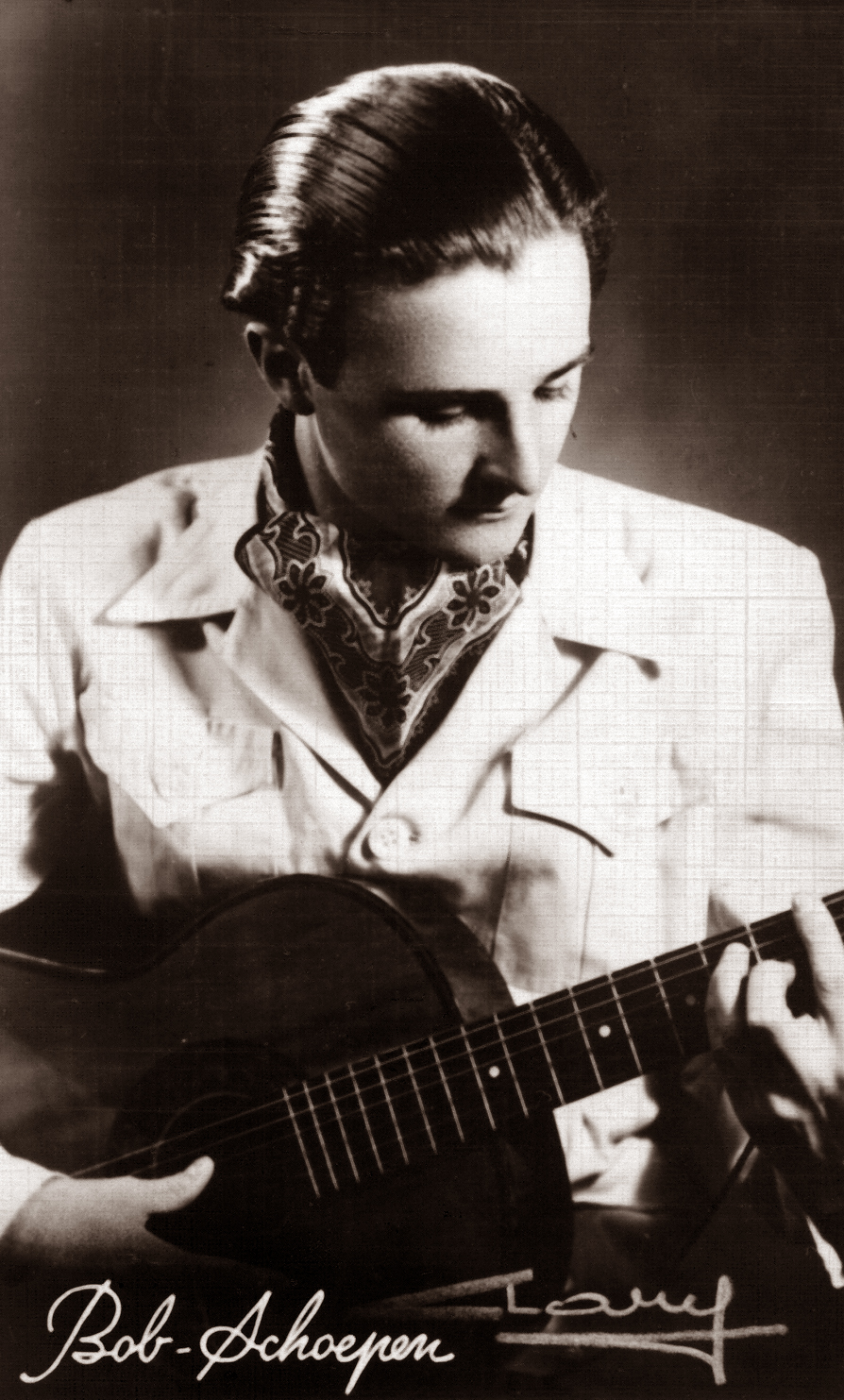
Bobbejaan 1943

Die ursprünglich aus den Vereinigten Staaten stammende Country-Musik und die dazugehörige Kultur wird auch im deutschsprachigen Raum in ihren diversen Stilformen rezipiert und produziert. Dabei besteht zumeist eine sehr enge Anlehnung an die entsprechenden Szenen in den USA.

## Geschichte

### Anfänge
Seit Beginn der Aufnahmen von Country-Musik Anfang der 1920er Jahre wird Country auch im deutschsprachigen Raum gehört. Die ersten Schellackplatten der Carter Family und von Jimmie Rodgers wurden fast zeitgleich auch in Deutschland veröffentlicht.
Nach dem Zweiten Weltkrieg sorgte der US-amerikanische Soldatensender AFN für eine Popularisierung des Genres in Deutschland. Große Country-Stars, von Hank Williams in den 40er Jahren bis Garth Brooks in den 90er Jahren, kamen seitdem nach Deutschland, um für die hier stationierten US-amerikanischen Truppen, aber auch für ihre deutschen Fans zu spielen. Auch im deutschsprachigen Teil der Schweiz entstand Ende der 40er Jahre eine lebendige Country-Szene.

### Die 50er Jahre
1959 sang der Belgier Bobbejaan beim bekannten Komponisten Peter Kreuder vor, bekam einen Plattenvertrag und veröffentlichte den Country-Comedy-Song Ich steh an der Bar und ich habe kein Geld. Der Titel kam 1960 in die Charts und konnte sich über 30 Wochen dort halten. Seit dem Aufkommen der Hollywood-Western hatte auch die Cowboy-Musik eine gewisse Popularität erreicht. Stars dieser Zeit waren beispielsweise Bruce Low mit dem Cowboy-Schlager Es hängt ein Pferdehalfter an der Wand aus dem Jahr 1957 oder die Nilsen Brothers mit der deutschen Version des Kingston-Trio-Hits Tom Dooley von 1959, der sich sieben Wochen auf Platz 1 der deutschen Charts halten konnte.

### Die 60er Jahre
1961 wurde von Chuck Steiner das Magazin Hillbilly gegründet, das die deutschsprachigen Anhänger der Country-Musik mit Veranstaltungsinfos, Plattenkritiken und Hintergrundberichten versorgte. 1965 folgte in Deutschland die Zeitschrift Country Corner. Aktive Persönlichkeiten waren unter anderem Hauke Strübing oder Walter Fuchs. Der Sänger Ronny hatte mehrere Hits. In Österreich moderierte Connie „Tex“ Hat eine Radiosendung mit Country-Musik.

### Ab den 70er Jahren

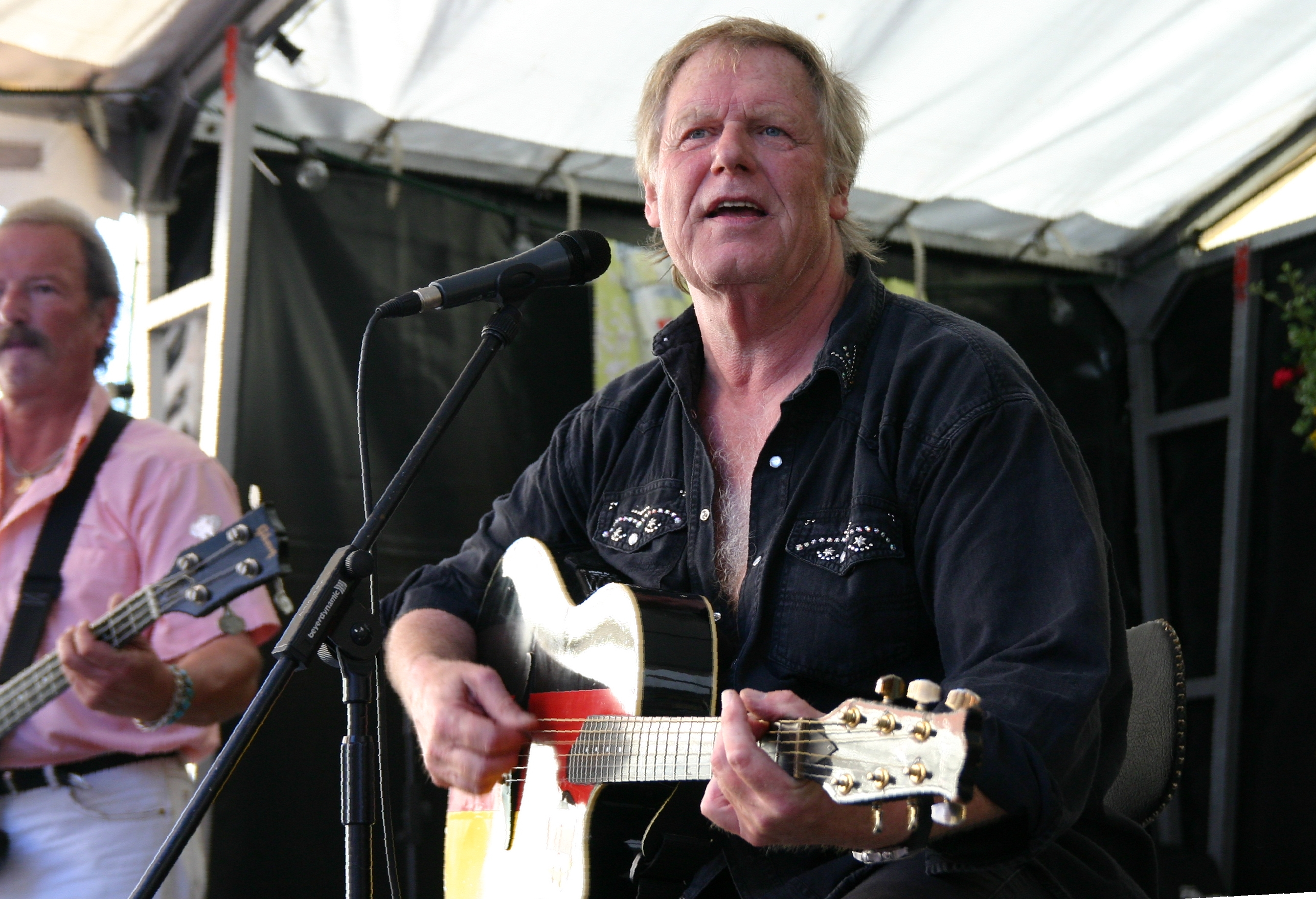
Gunter Gabriel (2006)

In den 1970er-Jahren griffen Musiker wie Gunter Gabriel, Tom Astor, Larry Schuba & Western Union (Band), Winchester 75 und Truck Stop die Country-Musik auf und verarbeiteten sie dem Zeitgeist entsprechend. Der norddeutsche Richard Weize hatte in den 1960er-Jahren seine Leidenschaft für die Country-Musik entdeckt und bereiste seitdem die USA auf der Suche nach raren und verschollenen Aufnahmen. 1975 gründete er sein Wiederveröffentlichungs-Label Bear Family Records. Das Label gilt als eine Quelle für rare und sowohl grafisch, textlich als auch klanglich kompetent aufgearbeitete Aufnahmen. Weize lernte viele der Musiker, unter anderem Johnny Cash, persönlich kennen. Freddy Quinn hatte zwischen 1979 und 1986 im deutschen Fernsehen eine Show mit dem Titel It’s Country Time mit Freddy Quinn.
1980 veröffentlichte der Country-Experte Walter Fuchs, der ebenfalls viele Musiker persönlich kannte und sich seit Jahren in der Szene bewegte, zum ersten Mal sein Lexikon der Countrymusik. Es ist noch immer das Standardwerk zum Thema und wurde 2005 in überarbeiteter Fassung neu aufgelegt. Nach Fuchs wurde deutschsprachiger Country 1978 mit dem Erfolg des Liedes Ich möcht' so gern Dave Dudley hör'n von Truck Stop „salonfähig“, und die Szene wuchs schnell. Er bemerkt jedoch, dass die Songs in der „Schlagerecke“ landeten, aufgrund der oft banalen Texte und weil die afroamerikanischen Elemente, die sich im Country finden, nahezu völlig fehlten.
In den 1980er- und 1990er-Jahren etablierten sich auch diverse Country- und Truckerfestivals, zum Beispiel im schweizerischen Interlaken (seit 1993) und in Deutschland unter anderem der Internationale ADAC Truck Grand Prix am Nürburgring (seit 1985), mit ca. 6000 Zuschauern das größte Festival dieser Art in Europa. Auf dem Truck Grand Prix am Nürburgring werden mit dem Silbernen, Goldenen bzw. Platin-Truck der Fernfahrerzeitschrift Trucker und Auto Bild Auszeichnungen für die deutschsprachigen Mainstream-Country-Szene verliehen.

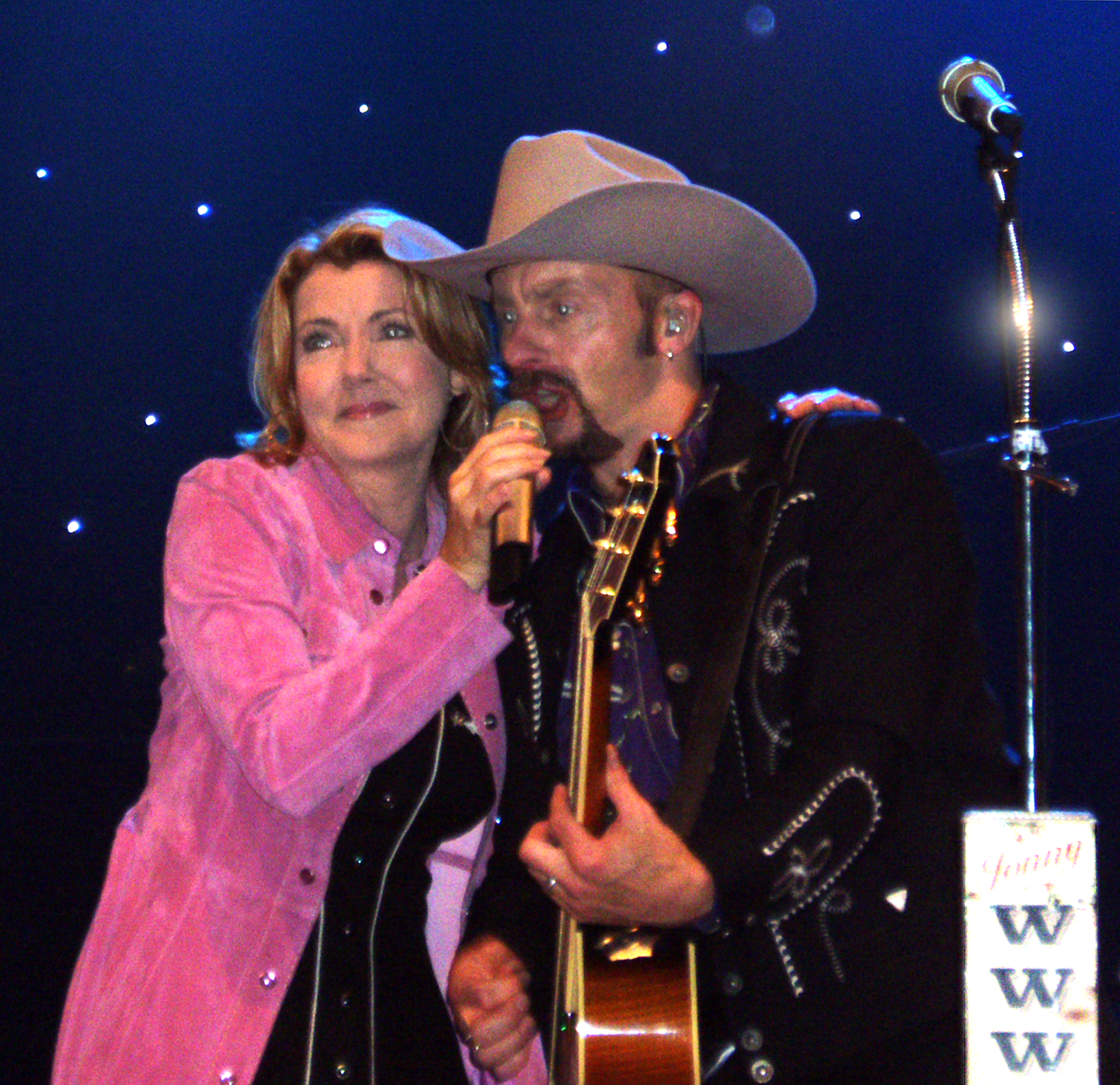
Jane Comerford und Jon Flemming Olsen (Texas Lightning)

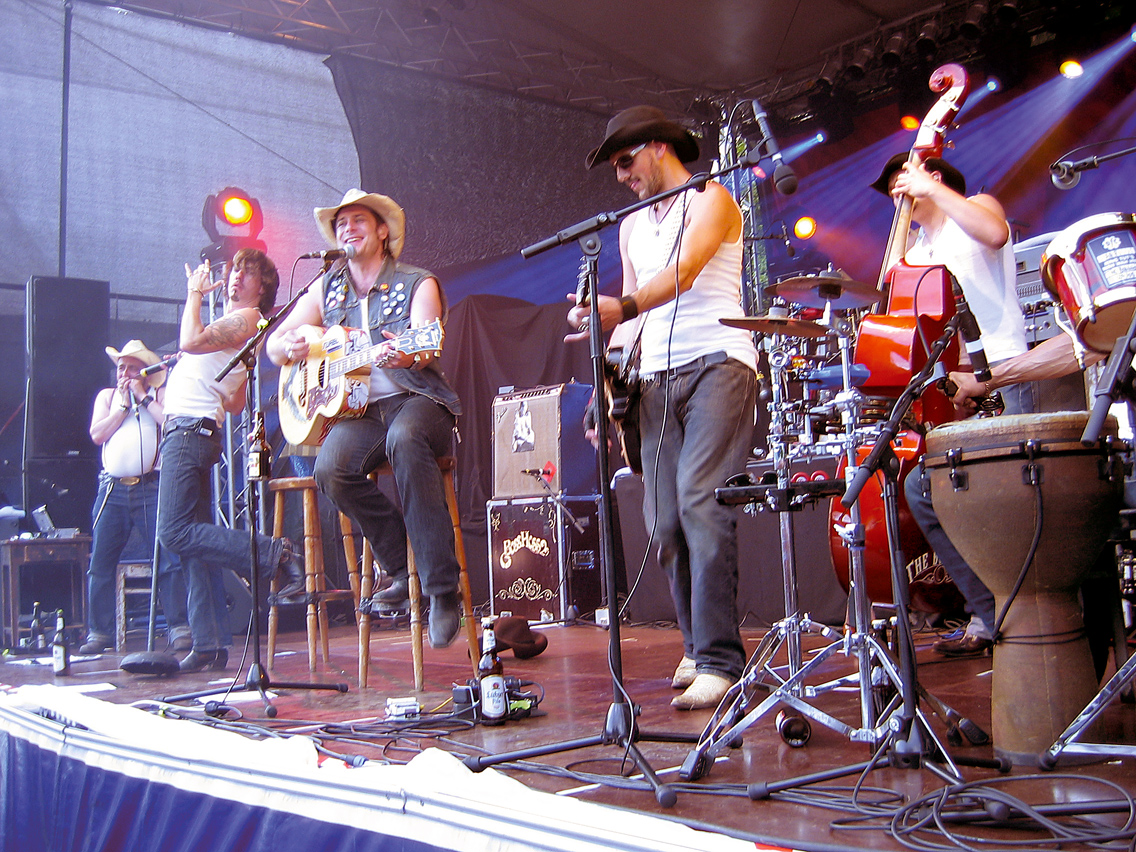
The BossHoss

### Gegenwart
1993 wurde die German American Country Music Federation von Vertretern der Musikindustrie in Deutschland und den Vereinigten Staaten gegründet, um den deutschen Markt besser zu erschließen. Bekannte deutsche Country-Bands sind beispielsweise Silverwood, Cripple Creek Band, Nashville Music Company oder Slow Horses; Bands wie The Twang, Texas Lightning oder The BossHoss machten sich einen Namen, indem sie bekannte Rock- und Popsongs im Country-Stil einspielten. Texas Lightning vertraten im Mai 2006 Deutschland beim Eurovision Song Contest 2006 mit dem Country-Song No No Never und belegten den 15. Platz.

## Alternative Country
Auch „alternative“ Spielformen des Country, die sich in den USA im Zusammenhang mit der Popularisierung des Rock und mit der Bürgerrechtsbewegung seit Ende der 1960er-Jahre in den USA entwickelten, fanden in Deutschland ihre Anhänger. In den 1980er-Jahren nahmen auch deutsche Punks den Cowpunk auf. Dieser inspirierte den bayrischen Schriftsteller Franz Dobler, sich näher mit der Country-Musik alternativer Lesart zu befassen. In den 1990er-Jahren verfasste er eine Country-Kolumne in der Tageszeitung Junge Welt und gab 2002 zum 70. Geburtstag von Johnny Cash eine Biografie heraus.
Die Begeisterung für Steve Wynn, Go To Blazes und andere US-amerikanische Musiker, die Punkgefühl mit Country-Musik verbanden, veranlassten Rembert Stiewe und Reinhard Holstein vom Label Glitterhouse Mitte der 1990er-Jahre, ihr Programm auf Alternative Country zu konzentrieren. Glitterhouse entwickelte sich zu einem der wichtigsten Labels und auch Mailorder für das Genre in Deutschland und Europa. Das jährlich veranstaltete Orange Blossom Special Festival des Labels hat US-amerikanische und europäische Bands des Genres zu Gast. Als Label vertritt Glitterhouse auch einige US-Bands, wie z. B. 16 Horsepower, Woven Hand oder Hazeldine, sowie einige nordeuropäische Bands mit Country-Anklängen. Edgar Heckmann gründete das Label Blue Rose, das zumeist US-amerikanische Künstler für den europäischen Markt, aber auch einige einheimische Künstler wie Markus Rill vertritt.
Die Band The Waltons erreichte mit einer wilden Country-Mischung einen gewissen Popularitätsgrad unter Jugendlichen. Die Musiker der Band F.S.K. näherten sich dem Thema Country und Deutschland zwischen Ende der 1980er- und Mitte der 1990er-Jahre auf ihre eigene, von der Popkultur bestimmten Weise. Im Zusammenhang mit dem Alternative Country der 1990er-Jahre griffen junge Bands wie Fink (die sich allerdings von einem Country-Image distanzierten) und Cow Country-Musik auf und integrierten sie in die deutsche Independentszene dieser Zeit.